# پیپت تالابی

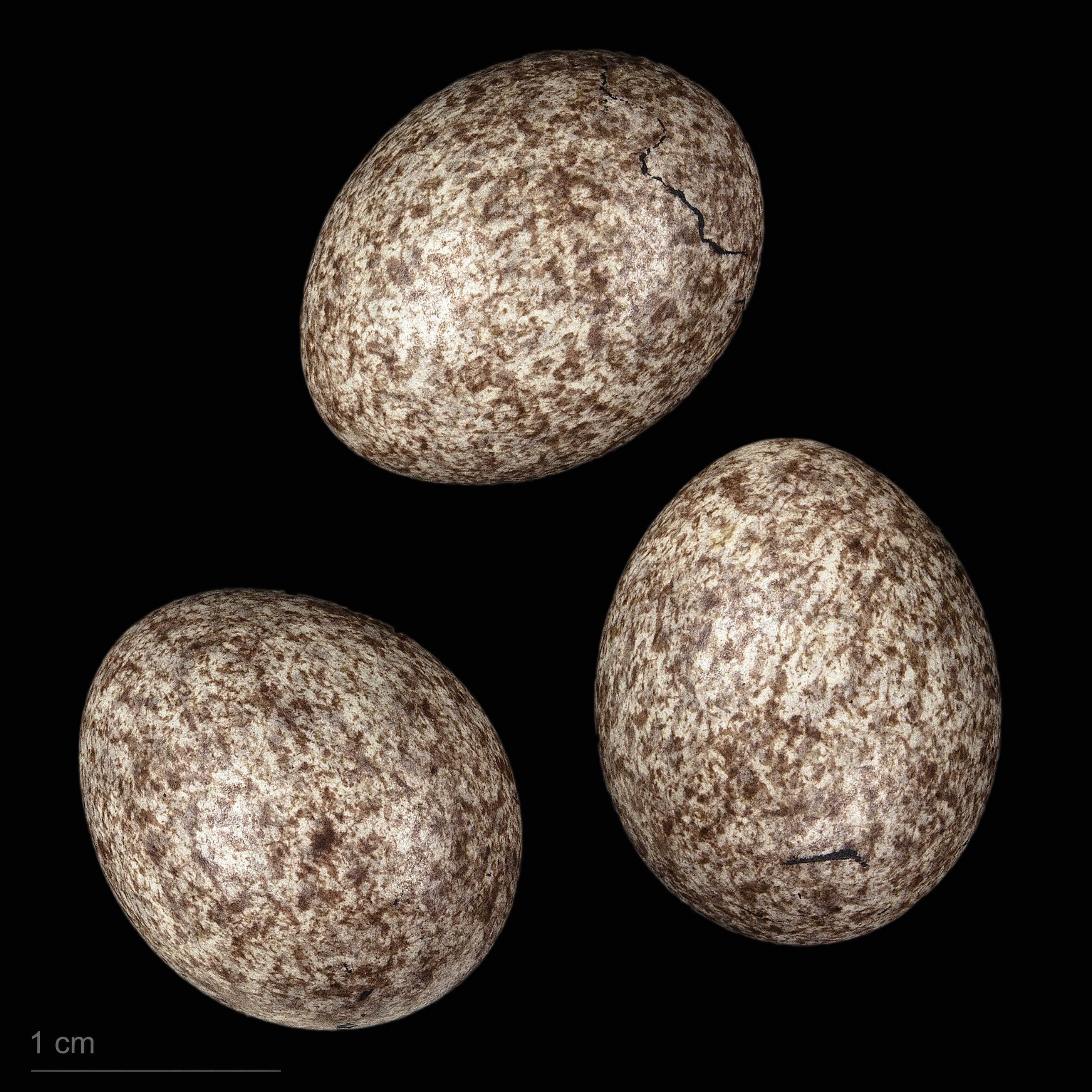
Anthus spinoletta spinoletta

پیپت تالابی (نام علمی: Anthus spinoletta) گونه‌ای پیپت (پرنده) از تیره دم‌جنبانکان است که در کوه‌های جنوب غربی اروپا، جنوب آسیا، آسیای میانه، و مناطق معتدل چین زندگی می‌کند. این پیپت به شکل منطقه‌ای کوچ می‌کند و در هنگام سرما به مناطق باز و پست مرطوب و آب‌گرفته می‌رود. این پرنده در کوه‌های شمال غرب ایران نیز یافت می‌شود.

## ویژگی‌های ریخت‌شناسی
طول بدن پیپت تالابی ۱۶ سانتی‌متر است. این پرنده از پیپت چمنزار و پیپت درختی کمی درشت‌جثه‌تر است و طول بدنش اندکی بزرگتر. پاهای آن اما از دیگر پیپت‌ها تیره‌تر هستند. شاهپرهای دم به رنگ سفیدند و ابرو نیز سفید دیده می‌شود. سطح پشتی خاکستری و سطح شکمی به نسبت سفید است که در پاییز و زمستان رگه‌رگه می‌شود.

## زیستگاه
پیپت تالابی در تابستان‌ها در مناطق کوهستانی و بالاتر از حد درختان، و در زمستان‌ها در زمین‌های پست آبدار، کنار دریاچه‌ها و رودخانه‌ها زندگی می‌کند. این پرنده آشیانه خود را در شکاف صخره‌ها می‌سازد. در ایران، در زمستان‌ها به تعداد فراوان دیده می‌شود و به تعداد اندک در مناطق شمال غرب تولید مثل می‌کند.